# ОШ „Вук Караџић” Братунац
Основна школа „Вук Караџић” је основна школа у Братунцу. Налази се у улици Петра Кочића бб. Име је добила по Вуку Стефановићу Караџићу, српском лингвисти, филологу, антропологу, књижевнику, преводиоцу и академику.

## Историјат
Основна школа „Вук Караџић” је отворена 1889, а за вријеме Првог и Другог свјетског рата је прекидала рад. Послије Другог свјетског рата је обновила рад као Народна школа, а од 1952. године носи садашње име. Од 1963. је радила у новоизграђеном објекту као осмогодишња школа, а у њеном саставу су биле четворогодишње школе у селима Бљечева, Глогова, Осамско, Полом и Слапашница. Од 1978. до 1992. је била у саставу Центра за предшколско и основно образовање Братунац. Није радила од априла 1992. до маја 1993. У школском објекту је била смјештена војска, па је ОШ „Вук Караџић” 1993. пресељена у објекат ОШ „Митхат Хаћам Аћим” изграђен 1975. године. Интегрисана школа је наставила да ради под називом ОШ „Вук Караџић”, а школске 1993—1994. ју је похађало шесто осамдесет ученика. Објекти подручних одјељења у селима Вољавица и Тегаре су уништени у ратним дејствима, а до изградње нових настава је реализована у монтажним објектима. Школа „Вук Караџић” је 2015—2016. имала петсто шездесет и осам ученика, четрдесет и шест наставника и по једног вјероучитеља православне и исламске вјеронауке. У њеном саставу су радиле подручне петогодишње школе у селима Бјеловац, отворена 1979, угашена 1992. и обновљена 1996, Бљечева 1959—1992. и обновљена 2000, Вољавица 1948—1992. и обновљена 2005, Тегаре 1979—1992. и обновљена 2004. и Факовићи 1902—1992. и обновљена 1996. Четворогодишња школа у селу Жлијебац је радила 1952—1992, а затим 2000—2001. године. Школа „Вук Караџић” садржи спортску салу, ђачку библиотеку која је 2015. имала 12.183 и наставничку са 578 књига. Повремено је издавала школски билтен, а 2008. је објавила зборник ученичких литерарних радова „Снохватице”.